# Mualla
Huyện Al Mualla là một huyện thuộc tỉnh `Adan, Yemen. Đến thời điểm năm 2003, huyện này có dân số 49891 người